# Gallica

Logo của thư viện số Gallica

Gallica là thư viện số thuộc Thư viện Quốc gia Pháp. Thư viện Gallica tập hợp các sách, thế bạ (cartulary), tạp chí, ảnh và các bức tiểu họa đã được số hóa. Mặc dù các tài liệu của thư viện bắt đầu được số hóa từ năm 1992, nhưng phải đến năm 1997, Gallica mới được khai sinh. Từ 10 tháng 9 năm 2008, thư viện Gallica đưa lên internet kho dữ liệu gồm: 70 ngàn bản chuyên khảo, 1678 báo và tạp chí, 1200 bản in dạng văn tự, 500 tài liệu âm thanh và 80 ngàn hình ảnh. Một phần các tài liệu của Gallica có thể tìm kiếm nhờ nhận dạng ký tự quang học.
Hiên nay, trữ lượng tài liệu tên Gallica gồm: 115.745 bản chuyên khảo, 3.517 tựa ấn phẩm định kỳ, 5.008 bản đồ, 1.056 tài liệu âm thanh, 4.164 bản viết tay, 2.127 bản chép nhạc, và 38.494 tập với 111.644 hình ảnh.